# Осипов, Фёдор Георгиевич
Фёдор Гео́ргиевич О́сипов (7 сентября 1902, Кургино, Санкт-Петербургская губерния — 5 января 1989, Донецк) — телефонист; старший телефонист взвода управления 2-го дивизиона 823-го артиллерийского полка 301-й стрелковой Донецкой ордена Суворова 2-й степени дивизии 9-го Краснознамённого стрелкового корпуса, сержант.

## Биография
Родился 7 сентября 1902 года в деревне Кургино (ныне — в Гатчинском районе Ленинградской области) в семье рабочего. Русский. Окончил 3 класса. С 1924 года жил в городе Царицыне. Работал на Сталинградском мясокомбинате.
В Красную Армию призван в сентябре 1941 года Сталинградским горвоенкоматом. В августе 1942 года был сильно контужен и в бессознательном состоянии попал в плен. Бежал из донецкого лагеря для военнопленных в сентябре 1943 года. После проверки вернулся на фронт. Был направлен связистом во взвод управления 2-го дивизиона 823-го артиллерийского полка.
В первом же бою при форсировании Днепра в районе хутора Золотая Балка красноармеец Осипов проявил себя мужественным и отважным воином. Будучи в составе первого десантного эшелона, он проложил на противоположный берег телефонную линию связи, по которой командир дивизиона в течение нескольких часов управлял огнём артиллерии, обеспечивая успешные действия стрелковых подразделений по захвату плацдарма. Пришлось неоднократно восстанавливать порванную линию связи, участвовать в отражении вражеских контратак. На захваченном плацдарме командир полка наградил его медалью «За отвагу».
Телефонист взвода управления 2-го дивизиона 823-го артиллерийского полка красноармеец Фёдор Осипов 20 августа 1944 года в районе села Киркаешть Бендерского района Молдавии под огнём противника устранил девять порывов на линии связи, обеспечил выполнение боевой задачи дивизионом. 26 августа 1944 года в бою у населённых пунктов Бозиень и Албина Котовского района Молдавии уничтожил восемь вражеских солдат, захватил в плен офицера и двух солдат противника. Приказом по 301-й стрелковой дивизии № 038/н от 4 сентября 1944 года «за образцовое выполнение заданий командования в боях с немецко-фашистскими захватчиками» красноармеец Осипов Фёдор Георгиевич награждён орденом Славы 3-й степени.
Телефонист взвода управления 2-го дивизиона 823-го артиллерийского полка Ф. Г. Осипов 14 января 1945 года у населённого пункта Грабув-Залесьны, расположенного в 4-х километрах юго-восточнее польского города Варка под огнём врага обеспечил бесперебойную связь дивизиону, что позволило артиллерии разрушить два дзота, вывести из строя два орудия, четыре пулемёта, отразить контратаку врага. 15 января 1945 года бесстрашный связист в числе первых переправился через реку Пилица в 5-и километрах юго-западнее города Варка и протянул линию связи. Это позволило своевременно открыть огонь по контратакующим гитлеровцам, а советской пехоте — закрепиться на захваченном рубеже. Приказом командующего войсками 5-й Ударной армии № 036/н от 4 марта 1945 года «за образцовое выполнение заданий командования в боях с немецко-фашистскими захватчиками» красноармеец Осипов Фёдор Георгиевич награждён орденом Славы 2-й степени.
Старший телефонист взвода управления 2-го дивизиона 823-го артиллерийского полка сержант Осипов Ф. Г. 14 апреля 1945 года в районе населённого пункта Гольцов, находящегося в 7-и километрах северо-западнее города Киц в бою за расширение плацдарма на левом берегу реки Одер под огнём противника обеспечил телефонную связь командиру полка с пехотой. 24-27 апреля 1945 года на подступах к столице гитлеровской Германии — городу Берлину при устранении порывов телефонных проводов связист вступил в схватку с группой немецких автоматчиков, и в ходе боя убил пятерых. 24 апреля 1945 года Ф. Г. Осипов в числе первых форсировал реку Шпре и установил телефонную связь, чем обеспечил управление огнём дивизиона. 27 апреля 1945 года поддерживал устойчивую связь пехоты с командованием во время боев в Берлине, уничтожил троих гранатомётчиков и двух автоматчиков противника, обеспечив продвижение пехоты.
Указом Президиума Верховного Совета СССР от 15 мая 1946 года «за образцовое выполнение заданий командования в боях с немецко-фашистскими захватчиками» сержант Осипов Фёдор Георгиевич награждён орденом Славы 1-й степени, став полным кавалером ордена Славы.
В 1945 году Ф. Г. Осипов демобилизован. Жил в городе Донецке. Работал мастером на мясокомбинате. В 1964 году ушел на заслуженный отдых. Скончался 5 января 1989 года.
Награждён орденами Отечественной войны 1-й степени, Красной Звезды, Славы 1-й, 2-й и 3-й степени, медалями, в том числе «За отвагу».